# Vicente Valcarce
Vicente Valcarce Cano (Arrecife, Las Palmas, 19 de octubre de 1974) es un exfutbolista español.

## Trayectoria
Su posición natural en el terreno fue de lateral zurdo. Tras pasar por las categorías inferiores del Real Madrid, disfrutó toda su vida profesional en el Málaga CF disputando 245 encuentros, en los que anotó cinco goles. Se retiró en el año 2008 pasando a formar parte del equipo técnico del club de Málaga.

## Clubes
- A.D.El Pardo (1990-1992).
- Real Madrid sub-19 (1992-1994).
- Moscardó (1994-1995).
- Real Madrid C (1995-1996).
- Real Madrid B (1996-1998).
- Málaga CF (1998-2008).